# Chris Cuomo

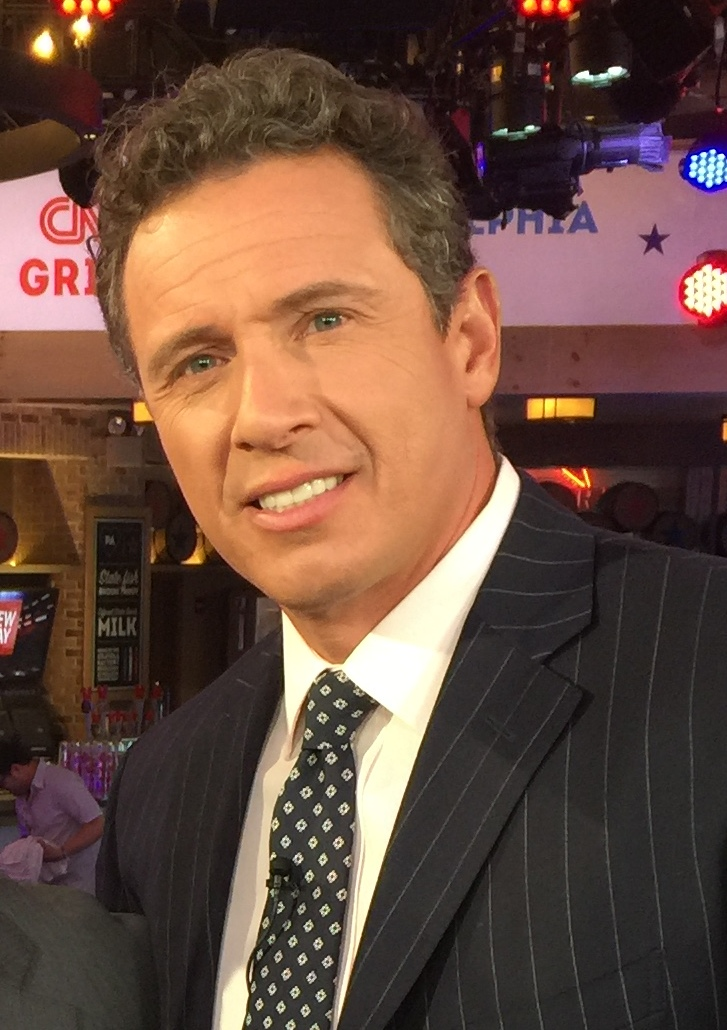
Chris Cuomo 2016 bei der Democratic National Convention

Christopher Charles „Chris“ Cuomo (* 9. August 1970 in Queens, New York) ist ein US-amerikanischer Fernsehjournalist. Er stand bis Anfang Dezember 2021 bei dem Nachrichtensender CNN unter Vertrag und war Moderator der Abendsendung Cuomo Prime Time.

## Jugend und Ausbildung
Chris Cuomos Vater Mario Cuomo war Politiker der Demokratischen Partei und von 1983 bis 1994 Gouverneur des Bundesstaates New York. Sein Bruder Andrew Cuomo ist ebenfalls Politiker der Demokratischen Partei und war seit dem 1. Januar 2011 bis zu seinem Rücktritt am 23. August 2021 ebenfalls Gouverneur von New York. Die Vorfahren der Familie stammen aus Italien.
Chris Cuomo besuchte die Albany Academy, eine Privatschule in Albany, New York. Er erwarb einen Bachelor-Grad in der Universität Yale und schloss ein Studium der Rechtswissenschaften als JD ab. Er ist zugelassener Rechtsanwalt und arbeitete nach seinem Studium einige Zeit als Jurist.

## Karriere als Journalist
Cuomo begann seine journalistische Karriere als Korrespondent für Fox News und Fox Network. Danach wechselte er zu ABC.
Dort war er von 2006 bis 2009 Teil der Nachrichtenmoderationsteams von Good Morning America; von 2009 bis 2013 moderierte er die Sendung 20/20. Nach seinem Wechsel zu CNN moderierte er von 2013 bis 2018 die tägliche, dreistündige Sendung New Day im Morgenprogramm von CNN. Seit Juni 2018 übernahm er die wochentägliche, einstündige Sendung Cuomo Prime Time. Seit September 2018 moderiert er zusätzlich eine zweistündige Radiosendung auf SiriusXM.
Sein Arbeitgeber CNN geriet während der COVID-19-Pandemie in die Kritik, da Chris Cuomo regelmäßig freundschaftlich seinen Bruder Andrew Cuomo mit positivem Schlaglicht auf dessen Corona-Politik als Gouverneur von New York interviewte, obwohl wegen der engen Verwandtschaft der beiden ein offensichtlicher Interessenskonflikt vorlag und Andrew Cuomo wegen vieler Corona-Toter in New York zeitgleich in der Kritik stand. Journalistische Regeln erlauben derartige Interviews wegen der persönlichen Interessenskonflikte der involvierten Journalisten nicht. CNN suspendierte ihn am 30. November 2021 „auf unbestimmte Zeit“. Am 4. Dezember 2021 wurde er fristlos entlassen.

## Persönliches
Cuomo ist seit 2001 mit Cristina Greeven Cuomo verheiratet, die für verschiedene Hochglanzmagazine arbeitet, und hat drei Kinder. Die Familie lebt in New York City.